# Jean Echenoz
Jean Echenoz (født 26. december 1947 i Orange) er en fransk forfatter, der i 1999 fik Goncourtprisen for romanen Je m'en vais.